# Charles Berthelot
Pour les articles homonymes, voir Berthelot.
Ne doit pas être confondu avec Charles Alain Marie Berthelot.
Charles Berthelot, né le 19 février 1901 à Rennes et mort le 13 septembre 1940 à Fougères, est un footballeur international français. Il évolue au poste de gardien de but.

## Carrière
Né à Rennes, fils d'industriel rennais dans la chaussures, il est natif de cette ville. Pour sa première saison, il ne dispute qu'une rencontre du championnat régional auquel participe le club breton, le 12 décembre 1920 face au Stade lavallois. Le titulaire du poste de gardien de but est alors Jean Merckx, qui restera inamovible jusqu'à la fin de saison.
En 1921-1922, Berthelot fait son trou lors de la deuxième moitié de la saison. Il participe activement à l'excellent parcours rennais en Coupe de France, qui voit l'équipe bretonne aller jusqu'en finale, éliminant successivement la JA Saint-Ouen, Le Havre AC, l'Olympique lillois et l'Olympique de Paris, avant de chuter face au Red Star (0 - 2). Lors de ce dernier match, Berthelot reste un temps inanimé après avoir heurté le poteau sur un tir adverse, mais il réussit finalement à tenir son poste et ses performances lui permettent de s'attacher les faveurs du public du Stade Pershing malgré le score défavorable.
Toujours titulaire la saison suivante, il est récompensé par une sélection en équipe de France. Sa première sélection, le 2 avril 1923, se solde par une cuisante défaite face aux Pays-Bas, à Amsterdam (1 - 8). Lors de cette rencontre, il se rend coupable de bévues sur les trois premiers buts néerlandais, et n'est logiquement plus convoqué par la suite. Cette sélection malheureuse ne l’empêchera pas d'être souvent titulaire de l'équipe de Bretagne (LOFA) de 1922 à 1928 et sera récompensé par son parcours en coupe de France avec le Stade Rennais et le Drapeau de Fougères durant sa carrière : il sera goal remplaçant du Brestois Thépot le 13 mai 1928 à Colombes.
Après une dernière saison au Stade rennais, Berthelot part au Drapeau de Fougères en 1924 par la montée de ce club en Division d'honneur où il rencontrera régulièrement ses anciens coéquipiers rennais. En septembre 1940, il décède à 39 ans des suites d'une maladie. En hommage, le stade du Drapeau de Fougères porte son nom.

## Palmarès
- 1922 : Finaliste de la Coupe de France avec le Stade rennais
- 1923 : Champion de division d'honneur de la LOFA avec le Stade rennais
- 1 sélection en équipe de France de football, le 2 avril 1923

## Notes et références

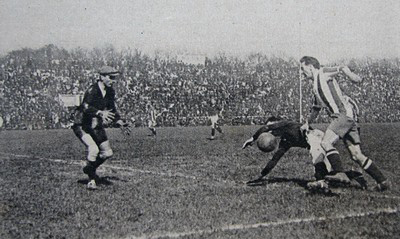
Finale de coupe de France Stade Pershing 25 000 spectateurs. Berthelot gardien de but du Stade rennais